# Peligros
Peligros és un municipi situat a la part central de la Vega de Granada (província de Granada). Limita amb els municipis de Calicasas, Güevéjar, Pulianas, Maracena i Albolote. En l'actualitat, Peligros alberga la seu del Diario Ideal de Granada.